# Sebastiano Moratelli
Sebastiano Moratelli (Noventa Vicentina, luglio 1639 – Heidelberg, agosto o settembre 1706) è stato un musicista e compositore italiano.

## Biografia
Sebastiano Moratelli nacque a Noventa Vicentina, in provincia di Vicenza, nel luglio 1639.
Nel 1657, divenne uno dei cantori della Cappella Marciana della Basilica di San Marco a Venezia. Successivamente si esibì in Friuli-Venezia Giulia a Gorizia e a Trieste nel 1660, alla corte dell'imperatore Leopoldo I d'Asburgo.
Nel decennio 1660-1670 si trasferì in Austria a Vienna alla corte dell'imperatrice Eleonora Gonzaga-Nevers, vedova di Ferdinando III d'Asburgo. In quell'epoca, la corte viennese aveva una preferenza verso i musicisti italiani e Moratelli fu particolarmente apprezzato. Sebastiano Moratelli si consolidò come compositore, specialmente di musica teatrale, divenendo una personalità di grande importanza nell'ambiente musicale e religioso. Agli anni 1690, risale la composizione della serenata La faretra smarrita. Successivamente Moratelli si ritirò in Germania a Heidelberg, dove morì tra l'agosto e il settembre 1706.
A Noventa Vicentina, a lui è intitolata la Scuola Comunale di Musica e una via del comune vicentino.